# Jürgen Plagemann
Jürgen Plagemann, nemški veslač, * 28. december 1936.
Plagemann je za Nemčijo nastopil v osmercu na Poletnih olimpijskih igrah 1964 v Tokiu, kjer je nemški čoln osvojil srebrno medaljo.